# Contea di Qingjian
La contea di Qingjian (清涧县S, Qīngjiàn XiànP) è una contea della Cina, situata nella provincia dello Shaanxi e amministrata dalla prefettura di Yulin.